# Majkovec
Majkovec je naseljeno mjesto u Republici Hrvatskoj u Zagrebačkoj županiji. 

## Zemljopis
Administrativno je u sastavu grada Svetog Ivana Zeline. Naselje se proteže na površini od 4,37 km². 

## Stanovništvo
Prema popisu stanovništva iz 2001. godine u Majkovcu živi 180 stanovnika i to u 58 kućanstava. Gustoća naseljenosti iznosi 41,19 st./km².

| broj stanovnika | 98    | 112   | 132   | 165   | 210   | 225   | 233   | 229   | 228   | 231   | 233   | 223   | 201   | 168   | 180   | 194   | 190   |
|                 | 1857. | 1869. | 1880. | 1890. | 1900. | 1910. | 1921. | 1931. | 1948. | 1953. | 1961. | 1971. | 1981. | 1991. | 2001. | 2011. | 2021. |